# Élie Marrel
Pour l’article homonyme, voir Marrel.
Élie Marrel (né le 27 février 1914 à Lyon et mort le 19 janvier 2001 à Sainte-Foy-lès-Lyon) était un prêtre français du XXe siècle qui a travaillé dans le domaine de l’éducation. Il est connu pour son dévouement auprès des jeunes de l’école La Mache (Lyon) et pour son travail sur l'amour humain.

## Biographie
Élie Marrel naît le 27 février 1914. Il est le deuxième enfant d’une famille qui en comptera cinq. En 1929, il entre chez Descours et Cabaud en tant que garçon vaguemestre. Il effectue son service militaire en 1935 et sera mobilisé en 1939 pour participer à la Bataille des Alpes.
Le 25 juillet 1940, Élie Marrel est démobilisé et rentre à Lyon. Il découvre alors sa vocation et entre au séminaire des vocations tardives de Chessy-les-Mines. Cette institution sert non seulement de mise à niveau mais aussi de temps de réflexion. En 1941, Élie est prêt et entre à Saint-Joseph en première année de Grand Séminaire. Le mardi 29 juin 1948, le Cardinal Pierre Gerlier lui transmettra le Sacerdoce.
Faisant valoir qu’il a travaillé dans une entreprise métallurgique et qu’il connaît le milieu professionnel, le directeur du séminaire lui demande de rejoindre l’école du Père La Mache. Cette école est un établissement technique et professionnel qui est aujourd’hui une fondation reconnue d’utilité publique. Le Père Marrel prend alors la responsabilité de l’économat de l’école et va peu à peu devenir le bras droit du Père La Mache. Il est très sollicité en tant que directeur spirituel car il est une présence spirituelle et intellectuelle qui rayonne sur tout l’établissement. En 1972, Élie Marrel quitte son poste d’économe de l’école mais continue de loger sur place et de recevoir des élèves. Il doit quitter l’école fin 1997 et entre à la maison de La Salette à Sainte-Foy-lès-Lyon. Il meurt le 19 janvier 2001.

## Enseignement
Le Père Marrel est resté 49 ans à l’école La Mache. Il donnera des cours de religion mais également – en pionnier – des cours sur l’amour, reflet de son exceptionnelle ouverture sur le monde extérieur et clé de voûte de ses plus profondes croyances : « L’homme n’existe que s’il est reconnu par un amour qui l’appelle à s’accomplir. » 
Les jeunes sont très attentifs à ce cours qui est fort et marquant. Il évoque l’amour de manière très simple, sans détour ni artifice : de la sexualité à la philosophie en passant par le mariage, il fait découvrir aux élèves toute la beauté et la grandeur de l’amour humain. Il consacrera sur ce sujet un document, L’amour humain, ainsi qu’un livret, Le sacrement de l’amour.
Parallèlement à ses cours sur l’amour, le Père Marrel organise des conférences et fait intervenir à l’école des médecins pour l’éducation sexuelle, des couples et des représentants d’associations sur le thème de la vie de couple et de la sexualité. Il invite notamment le couple Stagnara, pionniers en matière d’éducation sexuelle, ou le Père André-Marie Talvas (cofondateur avec Germaine Campion du Mouvement du Nid, association d’aides aux prostituées et du Mouvement Vie Libre, association d'aide aux alcooliques) ou le couple Malleval (association Couple et famille).

## Ses écrits
Le Père Marrel a écrit de nombreux poèmes, billets spirituels dans le Bulletin de l’Amicale de l’école et plusieurs documents : contes, réflexions et essais. Citons notamment :
- Le village enchanté, par Élie Marrel, inédit (publié partiellement dans le livre Le Prophète et le Prolo).
- L’amour humain, par Élie Marrel, inédit (pour tout renseignement, contacter les Éditions Lepsis).